# Santiago Biglieri
Santiago Biglieri (* 11. Februar 1986 in Posadas oder San Nicolás, Santa Fe) ist ein argentinischer ehemaliger Fußballspieler.

## Karriere
Der 1,72 Meter große Offensivakteur Biglieri stand mindestens seit der Apertura 2003 bis in die Apertura 2009 bei CA Lanús unter Vertrag und absolvierte dort 99 Ligapartien in der Primera División, in denen er insgesamt 14 Tore schoss. 2007 gewann er mit dem Team die Apertura. 2010 bestritt er bei einer Leihstation beim ecuadorianischen Klub Emelec 35 Ligaspiele und erzielte vier Treffer. Acht Spiele in der Copa Libertadores und vier in der Copa Sudamericana stehen bei den Ecuadorianern ebenfalls für ihn zu Buche. Sodann wechselte er 2011 auf Leihbasis in die Nacional B zu Rosario Central. 2010/11 wurde er dort siebenmal in der Liga eingesetzt (ein Tor), in der nachfolgenden Saison kam er auf 29 Ligaeinsätze, bei denen er fünfmal traf. Auch bestritt er zwei Partien der Copa Argentina. 2012/13 spielte er 19-mal (kein Tor) in der Primera B Nacional für Instituto. 2013 schloss er sich dem uruguayischen Erstligisten Sud América an und lief bis zum Abschluss der Spielzeit 2013/14 in 17 Begegnungen der Primera División auf (zwei Tore). Zur Apertura 2014 wird er als Abgang mit unbekanntem Ziel geführt. Im Juni 2014 absolvierte er ein Probetraining bei Dynamo Dresden. Sodann schloss er sich zunächst dem argentinischen Klub CA Talleres an, löste das Engagement jedoch bereits Anfang August 2014 wieder, ohne in einem Pflichtspiel debütiert zu haben. Als Begründung gab er gesundheitliche Probleme seines Vaters an. Im Februar 2015 schloss er sich den Portland Timbers an und absolvierte dort elf Spiele (kein Tor) für die Zweite Mannschaft in der USL. Mitte Januar 2016 wechselte er zum CA Colón, für den er in einer Erstligapartie (kein Tor) auflief. Anfang Januar 2017 wurde er von Juventud Antoniana verpflichtet.

## Erfolge
- Apertura (Argentinien): 2007